# Théo Pourchaire
Théo Jérôme Julien Pourchaire (Grasse, 20 agosto 2003) è un pilota automobilistico francese, nel 2019 ha vinto la Formula 4 tedesca mentre nel 2023 la Formula 2.

## Carriera

### Karting e Formula 4
Pourchaire ha iniziato a correre coi kart nel 2012, all'età di nove anni. Ha vinto molti campionati francesi, tra cui le categorie Minimes nel 2013 e Cadets nel 2014.
Pourchaire nel 2018 debutta in monoposto, correndo nel Campionato francese di Formula 4. Vince il campionato Junior, mentre in quello principale non riesce a segnare punti. L'anno successivo passa al campionato tedesco di F4. Il francese riesce a vincere 4 gare e conquistare il titolo di campione, battendo Dennis Hauger.

### Formula 3
Nel 2020 partecipa al Campionato FIA di Formula 3 con il team ART Grand Prix insieme a Aleksandr Smolyar e Sebastián Fernández. Dopo un inizio complicato, dove nelle prime due gare non raggiunge i punti riesce a vincere davanti a Logan Sargeant la Sprint Race del Red Bull Ring, diventando così il pilota più giovane a vincere in Formula 3. Nel round successivo al Hungaroring vince la sua prima Feature Race arrivando davanti ad Oscar Piastri. Nel resto della stagione non conquista altre vittorie ma arriva a podio altre sei volte, ma non basta per vincere il campionato, Théo finisce il campionato al secondo posto, con soli 3 punti di distacco dal vincitore Oscar Piastri.

### Formula 2

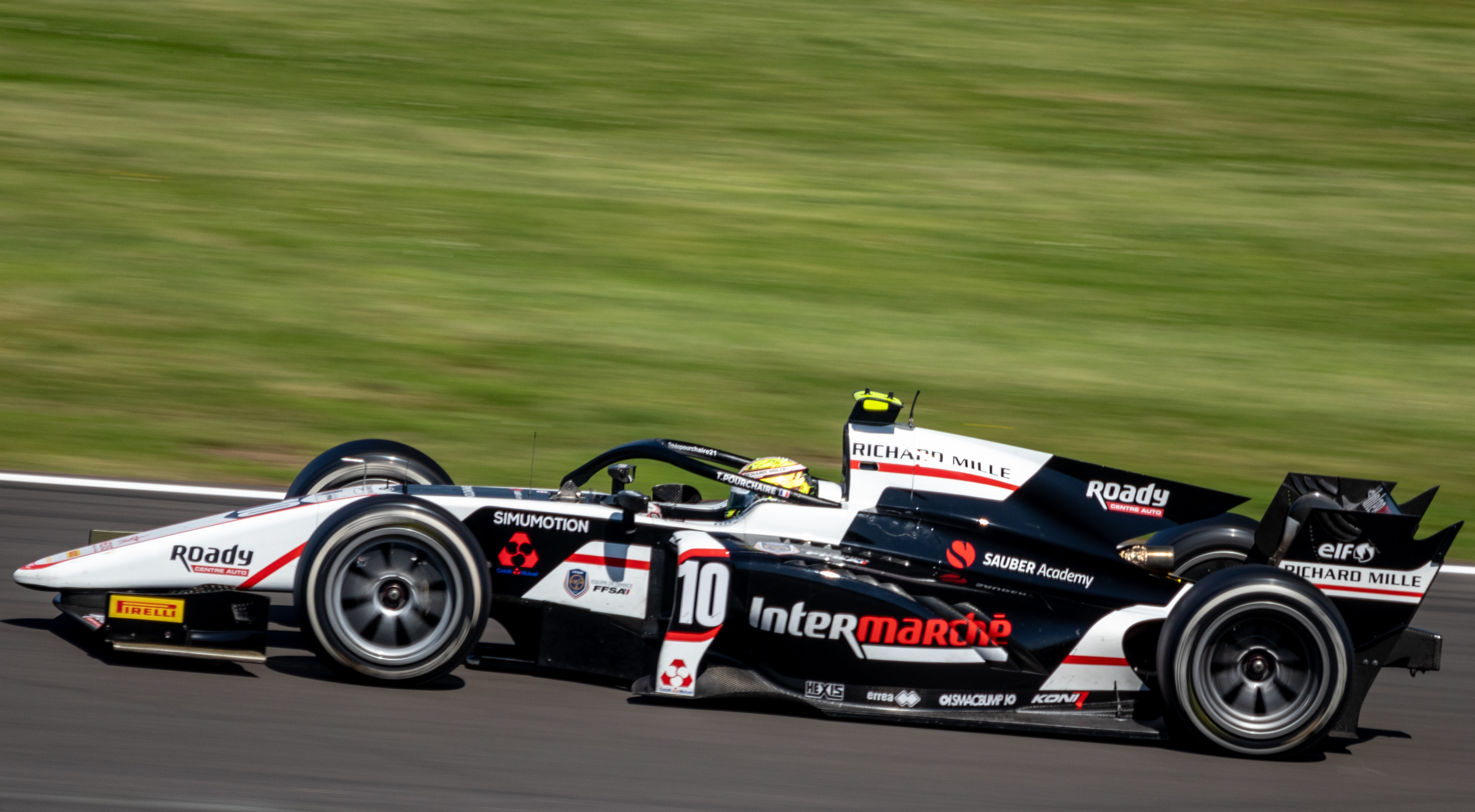
Pourchaire in Formula 2 nel 2021 con la Dallara del team ART
GP

Il 14 ottobre 2020 viene comunicato l'approdo in Formula 2 del francese, che si aggrega al team BWT HWA Racelab per gli ultimi due weekend di gara in Bahrein. Dopo aver partecipato ai test post-stagionali di F2 sul circuito del Sakhir con il team ART Grand Prix, il 25 gennaio 2021 viene confermato dal team come pilota per il Formula 2. Sullo storico Circuito di Monaco conquista la sua prima pole nella categoria con un tempo impressionate, dando quasi mezzo secondo a Robert Shwartzman che ha chiuso secondo. Partito in pole nella feature race conquista la sua prima vittoria e diventa il pilota più giovane a riuscirci in Formula 2. Nel weekend successivo a Baku è coinvolto in un incidente con Dan Ticktum e Marcus Armstrong che gli procura una frattura al braccio. Torna al successo nella prima gara di Monza davanti al cinese Guanyu Zhou e al suo compagno di team Christian Lundgaard. Il pilota francese chiude quinto in classifica piloti e arriva secondo tra i Rookie dietro Oscar Piastri.
Nel 2022 Pourchaire viene confermato dal team francese, ART Grand Prix. In Bahrain nella prima Feature Race conquista subito la vittoria davanti a Liam Lawson. Dopo i ritiri nelle due gare a Jeddah, torna a vincere la Feture Race sul Circuito di Imola. Nella Feature Race di Monte Carlo chiude secondo dietro a Felipe Drugovich dopo una gara tutta al attacco, si ripete nella Feature Race di Silverstone chiudendo secondo dietro a Logan Sargeant. Nel resto della stagione ottiene quattro secondi per poi tornare a vincere nella Feature Race del Hungaroring davanti a Enzo Fittipaldi e Ayumu Iwasa. Nelle ultime gare stagionali ottiene pochi punti e finisce secondo in campionato dietro a Felipe Drugovich e davanti a Liam Lawson.

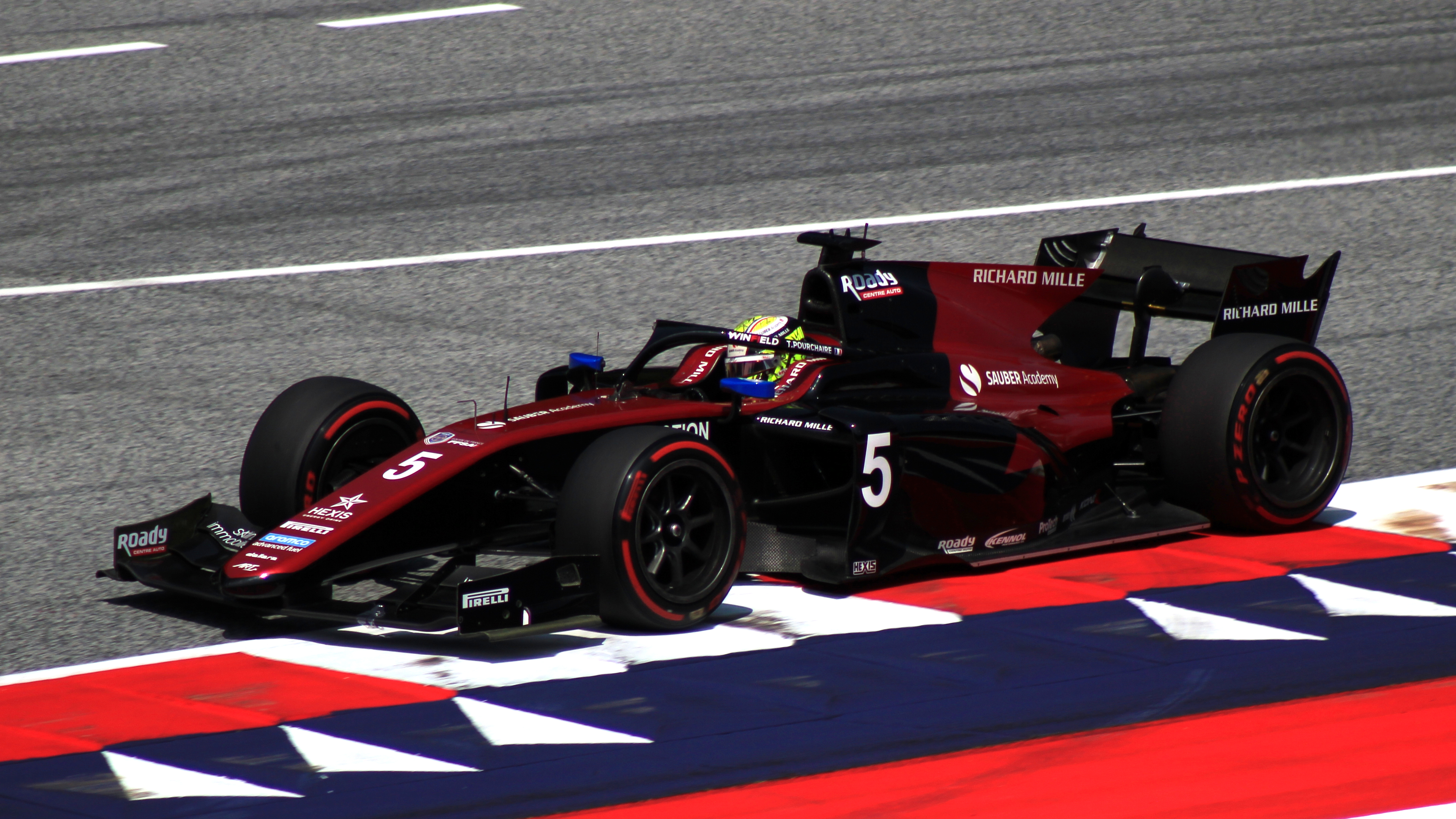
Théo Pourchaire in Formula 2 con la Dallara F2 del team ART

Nel gennaio del 2023, Pourchaire, dopo una tentazione della Super Formula, decide di rimanere in Formula 2 con il team ART. Il pilota francese nel primo round di Sakhir domina sia in qualifica e sia nella prima Feature Race della stagione. Dopo i risultati negativi a Jeddah ritorna a podio nella Feature Race di Melbourne arrivando secondo dietro Ayumu Iwasa. Nel round successivo, a Baku ottiene il terzo posto nella Feature Race dietro a Oliver Bearman ed Enzo Fittipaldi. Pourchaire ottiene un due secondi consecutivi, il primo nella Feature di Montecarlo e il secondo nella Sprint di Barcellona. Nelle corse di Silverstone e Spa ottiene quattro podi e torna in testa alla classifica.Dopo un weekend senza punti a Zandvoort, è tornato sul podio a Monza con un quarto posto nella gara sprint e un terzo posto nella gara principale. Nel ultimo round ad Abu Dhabi chiude quinto laureandosi campione nella serie davanti a Frederik Vesti.

### Formula 1
Dal 2019 fa parte del Sauber Junior Team, il vivaio del team di Formula 1 Alfa Romeo Racing. Nell'agosto del 2021, durante i test Pirelli sul circuito del Hungaroring guida per la prima volta una monoposto di Formula 1 con Alfa Romeo. Nei primi mesi del 2022 Pourchaire testa per Spark la nuova vettura Gen3 di Formula E. Dopo la parentesi di test con la Formula E il pilota francese farà il suo debutto alla guida del Alfa Romeo C42 nelle prove libere del Gran Premio degli Stati Uniti d'America.
Pourchaire viene confermato in questo ruolo anche per il campionato successivo, già dai test post stagionali ha la possibilità ti tornare in pista con la C42. Partecipa al primo turno delle prove libere del Gran Premio di Città del Messico con l'Alfa Romeo C43, scegliendo come numero di gara il 98.

### IndyCar
Già nel gennaio del 2023 Pourchaire aveva dei piani per partecipare alla Super Formula, poi annullati in favore della Formula 2. Un anno dopo il pilota francese partecipa ai test pre-stagionali della serie nipponica con il Team Impul.
Il dodici gennaio viene confermato dal team nipponico per la stagione 2024, ma visto l'infortunio di David Malukas, il team Arrow McLaren chiama a Pourchaire per sostituirlo nel round di Long Beach della IndyCar Series 2024. Dopo la buona prestazione nella prima gara, il pilota francese viene confermato anche per evento di Birmingham. Dopo la sua seconda corsa nella serie, il team britannico decide di tenerlo per l'intera stagione ad esclusione della 500 Miglia di Indianapolis dove correrà Callum Ilott. Per questo Pourchaire lascia la Super Formula dove viene sostituito da Ben Barnicoat.
Nel giugno dello stesso anno il team McLaren cambia i suoi piani e sostituisce il pilota francese con Nolan Siegel dalla gara di Laguna Seca. Visto l'infortunio di Alexander Rossi il pilota francese torna con la McLaren nel round di Toronto.

### Endurance
Nel autunno del 2024 prenderà parte ai Rookie Test del Campionato del mondo endurance guidando la 9X8, Hypercar della Peugeot. L'anno seguente il pilota francese diventa pilota di riserva del team Peugeot. Nello stesso anno prenderà parte alla European Le Mans Series e alla 24 Ore di Le Mans 2025 nella classe LMP2 con il team Algarve Pro Racing.

## Risultati

### Riassunto della carriera
| Stagione | Serie              | Team                      | Gare                           | Vittorie                       | Pole                           | Gpv                            | Podi                           | Punti                          | Pos.                           |
| -------- | ------------------ | ------------------------- | ------------------------------ | ------------------------------ | ------------------------------ | ------------------------------ | ------------------------------ | ------------------------------ | ------------------------------ |
| 2018     | F4 francese Junior | FFSA Academy              | 21                             | 1                              | 0                              | 1                              | 8                              | 0                              | NC†                            |
| 2018     | F4 francese Junior | FFSA Academy              | 21                             | 16                             | /                              | /                              | 20                             | 408,5                          | 1º                             |
| 2019     | F4 ADAC            | US Racing-CHRS            | 20                             | 4                              | 6                              | 2                              | 12                             | 258                            | 1º                             |
| 2020     | Formula 3          | ART Grand Prix            | 18                             | 2                              | 0                              | 1                              | 8                              | 161                            | 2º                             |
| 2020     | Formula 2          | BWT HWA Racelab           | 4                              | 0                              | 0                              | 0                              | 0                              | 0                              | 21º                            |
| 2021     | Formula 2          | ART Grand Prix            | 23                             | 2                              | 1                              | 4                              | 3                              | 140                            | 5º                             |
| 2022     | Formula 2          | ART Grand Prix            | 28                             | 3                              | 0                              | 0                              | 7                              | 164                            | 2º                             |
| 2022     | Formula 1          | Alfa Romeo Orlen          | Terzo pilota/Pilota di riserva | Terzo pilota/Pilota di riserva | Terzo pilota/Pilota di riserva | Terzo pilota/Pilota di riserva | Terzo pilota/Pilota di riserva | Terzo pilota/Pilota di riserva | Terzo pilota/Pilota di riserva |
| 2023     | Formula 2          | ART Grand Prix            | 26                             | 1                              | 3                              | 2                              | 10                             | 203                            | 1º                             |
| 2023     | Formula 1          | Alfa Romeo Stake          | Terzo pilota/Pilota di riserva | Terzo pilota/Pilota di riserva | Terzo pilota/Pilota di riserva | Terzo pilota/Pilota di riserva | Terzo pilota/Pilota di riserva | Terzo pilota/Pilota di riserva | Terzo pilota/Pilota di riserva |
| 2024     | Super Formula      | Itochu Enex Team Impul    | 1                              | 0                              | 0                              | 0                              | 0                              | 0*                             |                                |
| 2024     | IndyCar Series     | Arrow McLaren             | 3                              | 0                              | 0                              | 0                              | 0                              | 40*                            | 26°                            |
| 2024     | Formula 1          | Stake F1 Team Kick Sauber | Terzo pilota/Pilota di riserva | Terzo pilota/Pilota di riserva | Terzo pilota/Pilota di riserva | Terzo pilota/Pilota di riserva | Terzo pilota/Pilota di riserva | Terzo pilota/Pilota di riserva | Terzo pilota/Pilota di riserva |

* Stagione in corso.

† troppo giovane per poter prendere punti

### Risultati in Formula 4 ADAC
(legenda) (Le gare in grassetto indicano la pole position) (Le gare in corsivo indicano Gpv)
| Stagione | Team           | 1   | 2   | 3   | 4   | 5   | 6   | 7   | 8   | 9   | 10  | 11  | 12  | 13  | 14  | 15  | 16  | 17  | 18  | 19  | 20  | Punti | Pos. |
| -------- | -------------- | --- | --- | --- | --- | --- | --- | --- | --- | --- | --- | --- | --- | --- | --- | --- | --- | --- | --- | --- | --- | ----- | ---- |
| 2019     | US Racing-CHRS | OSC | OSC | OSC | RBR | RBR | RBR | HOC | HOC | ZAN | ZAN | ZAN | NÜR | NÜR | NÜR | HOC | HOC | HOC | SAC | SAC | SAC | 258   | 1º   |
| 2019     | US Racing-CHRS | 5   | 2   | 10  | 12  | 1   | 3   | 2   | 3   | 3   | 3   | 7   | 1   | 1   | 11  | 14  | 12  | 6   | 2   | 1   | 2   | 258   | 1º   |

### Risultati in Formula 3
(legenda) (Le gare in grassetto indicano la pole position) (Le gare in corsivo indicano Gpv)
| Stagione | Team           | 1    | 2    | 3    | 4    | 5   | 6   | 7    | 8    | 9    | 10   | 11  | 12  | 13  | 14  | 15  | 16  | 17  | 18  | Punti | Pos. |
| -------- | -------------- | ---- | ---- | ---- | ---- | --- | --- | ---- | ---- | ---- | ---- | --- | --- | --- | --- | --- | --- | --- | --- | ----- | ---- |
| 2020     | ART Grand Prix | RBR1 | RBR1 | RBR2 | RBR2 | HUN | HUN | SIL1 | SIL1 | SIL2 | SIL2 | CAT | CAT | SPA | SPA | MNZ | MNZ | MUG | MUG | 161   | 2º   |
| 2020     | ART Grand Prix | 13   | 26   | 9*   | 1    | 1   | 6   | 12   | 8    | 6    | 3    | 7   | 6   | 2   | 5   | 2   | 2   | 3   | 3   | 161   | 2º   |

*metà punti, siccome non si è completato almeno il 75% della corsa per la pioggia.

### Risultati in Formula 2
(legenda) (Le gare in grassetto indicano la pole position) (Le gare in corsivo indicano Gpv)
| Stagione | Team            | 1   | 2   | 3   | 4   | 5   | 6   | 7    | 8    | 9    | 10   | 11  | 12  | 13  | 14  | 15  | 16  | 17  | 18  | 19  | 20  | 21   | 22   | 23   | 24   | 25  | 26  | 27  | 28  | Punti | Pos. |
| -------- | --------------- | --- | --- | --- | --- | --- | --- | ---- | ---- | ---- | ---- | --- | --- | --- | --- | --- | --- | --- | --- | --- | --- | ---- | ---- | ---- | ---- | --- | --- | --- | --- | ----- | ---- |
| 2020     | BWT HWA Racelab | RBR | RBR | RBR | RBR | HUN | HUN | SIL1 | SIL1 | SIL2 | SIL2 | CAT | CAT | SPA | SPA | MNZ | MNZ | MUG | MUG | MNZ | MNZ | SAK1 | SAK1 | SAK2 | SAK2 |     |     |     |     | 0     | 26º  |
| 2020     | BWT HWA Racelab |     |     |     |     |     |     |      |      |      |      |     |     |     |     |     |     |     |     |     |     | 18   | Rit  | 18   | 21   |     |     |     |     | 0     | 26º  |
| 2021     | ART Grand Prix  | BHR | BHR | BHR | MON | MON | MON | BAK  | BAK  | BAK  | SIL  | SIL | SIL | ITA | ITA | ITA | SOC | SOC | SOC | JED | JED | JED  | YMC  | YMC  | YMC  |     |     |     |     | 140   | 5°   |
| 2021     | ART Grand Prix  | Rit | 6   | 8   | 7   | 4   | 1   | 5    | 9    | Rit  | 5    | 10  | 8   | 1   | 10  | 4   | 5   | C   | 2   | Rit | 6   | Rit  | 7    | 9    | 4    |     |     |     |     | 140   | 5°   |
| 2022     | ART Grand Prix  | BHR | BHR | JED | JED | IMO | IMO | CAT  | CAT  | MON  | MON  | BAK | BAK | SIL | SIL | RBR | RBR | PAU | PAU | HUN | HUN | SPA  | SPA  | ZAN  | ZAN  | MNZ | MNZ | YMC | YMC | 164   | 2º   |
| 2022     | ART Grand Prix  | Rit | 1   | 13  | Rit | 7   | 1   | 5    | 8    | 6    | 2    | 7   | 11  | 4   | 2   | 2   | 14  | 7   | 2   | 9   | 1   | 6    | Rit  | 20   | 10   | 17  | Rit | 9   | Rit | 164   | 2º   |
| 2023     | ART Grand Prix  | BHR | BHR | JED | JED | ALB | ALB | BAK  | BAK  | MON  | MON  | CAT | CAT | RBR | RBR | SIL | SIL | HUN | HUN | SPA | SPA | ZAN  | ZAN  | MNZ  | MNZ  | YMC | YMC |     |     | 203   | 1°   |
| 2023     | ART Grand Prix  | 5   | 1   | Rit | 13  | 18  | 2   | Rit  | 3    | 8    | 2    | 2   | 7   | 14  | 7   | 2   | 3   | 4   | 6   | 2   | 2   | C    | Rit  | 4    | 3    | 7   | 5   |     |     | 203   | 1°   |

### Risultati in Formula 1
| 2022 | Scuderia   | Vettura |  |  |  |  |  |  |  |  |  |  |  |  |  |  |  |  |  |  |    |  |  |  |  |  | Punti | Pos. |
| ---- | ---------- | ------- |  |  |  |  |  |  |  |  |  |  |  |  |  |  |  |  |  |  | -- |  |  |  |  |  | ----- | ---- |
| 2022 | Alfa Romeo | C42     |  |  |  |  |  |  |  |  |  |  |  |  |  |  |  |  |  |  | SP |  |  |  |  |  |       |      |

| 2023 | Scuderia   | Vettura |  |  |  |  |  |  |  |  |  |  |  |  |  |  |  |  |  |  |    |  |  |    |  |  | Punti | Pos. |
| ---- | ---------- | ------- |  |  |  |  |  |  |  |  |  |  |  |  |  |  |  |  |  |  | -- |  |  | -- |  |  | ----- | ---- |
| 2023 | Alfa Romeo | C43     |  |  |  |  |  |  |  |  |  |  |  |  |  |  |  |  |  |  | SP |  |  | SP |  |  |       |      |

| Legenda | 1º posto     | 2º posto | 3º posto    | A punti         | Senza punti/Non class.  | Grassetto – Pole position Corsivo – Giro più veloce Apice – Risultato Sprint (A punti) |
| Legenda | Squalificato | Ritirato | Non partito | Non qualificato | Solo prove/Terzo pilota | Grassetto – Pole position Corsivo – Giro più veloce Apice – Risultato Sprint (A punti) |

### Risultati in Super Formula
(legenda) (Le gare in grassetto indicano la pole position) (Le gare in corsivo indicano Gpv)
| Anno | Team                   | Vettura             | 1   | 2   | 3   | 4   | 5   | 6   | 7   | 8   | 9   | Punti | Pos. |
| ---- | ---------------------- | ------------------- | --- | --- | --- | --- | --- | --- | --- | --- | --- | ----- | ---- |
| 2024 | Itochu Enex Team Impul | Dallara SF23-Toyota | SUZ | AUT | SUG | FUJ | MOT | FUJ | FUJ | SUZ | SUZ | 0     | 28°  |
| 2024 | Itochu Enex Team Impul | Dallara SF23-Toyota | 18  |     |     |     |     |     |     |     |     | 0     | 28°  |

* stagione in corso.

### Risultati IndyCar Series
| Anno | Squadra       | Telaio       | Motore    | 1   | 2      | 3      | 4      | 5    | 6      | 7      | 8   | 9   | 10  | 11  | 12     | 13  | 14  | 15  | 16  | 17  | Punti | Pos. |
| ---- | ------------- | ------------ | --------- | --- | ------ | ------ | ------ | ---- | ------ | ------ | --- | --- | --- | --- | ------ | --- | --- | --- | --- | --- | ----- | ---- |
| 2024 | Arrow McLaren | Dallara DW12 | Chevrolet | STP | LBH 11 | ALA 22 | IMS 19 | INDY | DET 10 | ROA 13 | LAG | MDO | IOW | IOW | TOR 14 | GAT | POR | MIL | MIL | NSH | 91    | 28º  |

### Risultati nel European Le Mans Series
| Anno    | Squadra            | Classe | Vettura  | BAR | LEC | IMO | SPA | SIL | ALG | Punti | Pos. |
| ------- | ------------------ | ------ | -------- | --- | --- | --- | --- | --- | --- | ----- | ---- |
| 2025    | Algarve Pro Racing | LMP2   | Oreca 07 | 5   |     |     |     |     |     | 10*   |      |
| Legenda |                    |        |          |     |     |     |     |     |     |       |      |

*Stagione in corso.

### 24 Ore di Le Mans
| Anno | Squadra            | Co-piloti                     | Vettura  | Classe | Giri | Pos. Assol. | Pos. di Classe |
| ---- | ------------------ | ----------------------------- | -------- | ------ | ---- | ----------- | -------------- |
| 2025 | Algarve Pro Racing | Lorenzo Fluxá Matthias Kaiser | Oreca 07 | LMP2   | 364  | 25°         | 8°             |